# Ranica
Ranica est une commune de la province de Bergame dans la région Lombardie en Italie.

## Administration
| Période                                  | Période      | Identité            | Étiquette                                                                      | Qualité        |
| ---------------------------------------- | ------------ | ------------------- | ------------------------------------------------------------------------------ | -------------- |
| 23 avril 1995                            | 13 juin 2004 | Paola Magni Pievani | Liste civique (Italie)                                                         | Maire (Italie) |
| 14 juin 2004                             | 7 juin 2009  | Giuseppe Seminati   | Liste civique (Italie)                                                         | Maire (Italie) |
| 8 juin 2009                              | 25 mai 2014  | Paola Magni Pievani | Liste civique (Italie) ("Proposta per Ranica - un paese che guarda al futuro") | Maire (Italie) |
| 26 mai 2014                              | En cours     | Mariagrazia Vergani | Liste civique (Italie) ("Proposta per Ranica - un paese che guarda al futuro") | Maire (Italie) |
| Les données manquantes sont à compléter. |              |                     |                                                                                |                |

### Communes limitrophes
Alzano Lombardo, Gorle, Ponteranica, Scanzorosciate, Torre Boldone, Villa di Serio